# إمارة أنشان

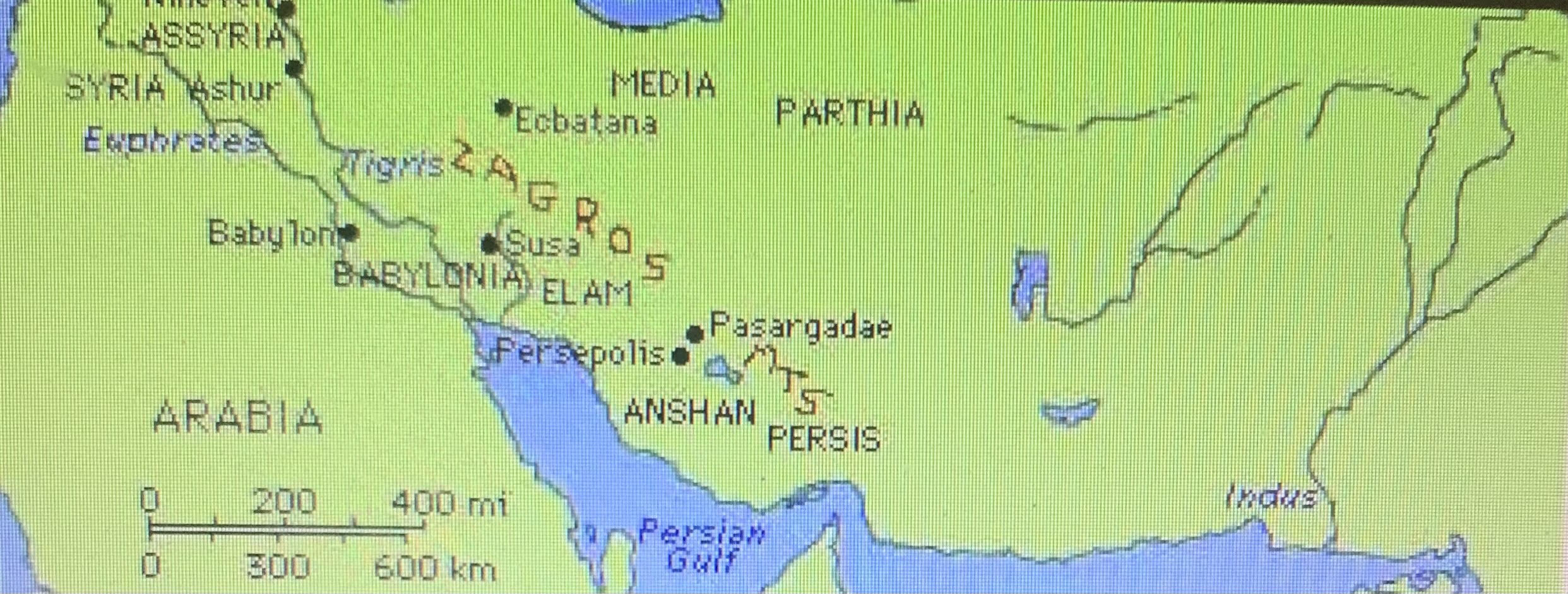

أنشان (تلي ميدان) تقع في محافظة فارس هي العاصمة القديمة للمملكة العيلامية خلال الفترات العالية والمتوسطة للمملكة، ثم أول عاصمة لملوك الفرس الأخمينيون.

## خلفية تاريخية
تُعد أرض أنشان مهد إحدى أعرق الحضارات المعروفة للعالم. احتُلت فترة متواصلة دامت منذ 4000 قبل الميلاد إلى 1000 قبل الميلاد، وارتبطت سياسيًا بالعيلاميين في شوشان وبلاد ما بين النهرين. لم يستطع العلماء معرفة موقعها حتى عام 1973 حين أكد موقعها قطع اثرية اكتُشفت خلال عمليات التنقيب الأثري في تل ماليان. اقتصرت معرفة العلماء قبل ذلك على وقوعها في منطقة ما في سلسلة جبال زاغروس الوسطى.
زادت أهمية أنشان لتصبح إحدى المدن الرئيسية في المنطقة في أثناء الحقبة العيلامية الأولى (أواخر الألفية الرابعة قبل الميلاد) بسبب موقعها الذي يطل على الطرق التجارية المهمة. بلغت مساحتها في أثناء «فترة بانيش» 50 هكتارًا (120 فدانًا)، وهو ما يعادل خمسة أضعاف مساحة مدينة شوشان.
تتكون منطقة مرودشت، حيث تقع مدينة أنشان المرتفعة، من مجموعة من الوديان والسهول المتداخلة. ضمت أنشان خلال منتصف وأواخر فترة بانيش (3100-2800 قبل الميلاد) منطقة مطوقة بسور على مساحة 200 هكتار. ضمت أيضًا عددًا من القرى الفرعية ومواقع التخييم.
ذُكرت المدينة العيلامية في الملحمة السومرية المبكرة إينمركر وملك أراتا باعتبارها تقع على الطريق بين أوروك وأراتا العظيمة، ويفترض أن ذلك تزامن مع تطور الكتابة. نشأ في أنشان، بحكم خصائصها، العديد من الأسر العيلامية التي تنافست أحيانًا على السلطة والنفوذ مع المدن العيلامية البارزة الأخرى.
يمكن العثور على أقدم دليل على وجود أنشان في قائمة ملوك سومر حيث وردت العديد من الإشارات لحكام أوان. زعم مانيشتوشو أنه استطاع إخضاع أنشان، لكن مع ضعف الإمبراطورية الأكدية تحت حكم خلفائه، تمكن كوتيك إنشوشيناك، حاكم شوشان الأصلي المنحدر من سلالة أوان، من إعلان استقلاله عن الإمبراطورية الأكدية والاستيلاء على أنشان. زعم بعد ذلك كوديا اللجشي (من مدينة لجش) أنه استطاع إخضاع أنشان في عام 2200 قبل الميلاد، وتذهب الأقاويل إلى أن الحكام السومريين من سلالة أور الثالثة شولجي وشو سين استطاعوا تولية حكامهم على أنشان. انخرط خليفتهم إبي سين في صراع خاسر محاولةً منه للاستمرار في السيطرة على أنشان ما أدى في نهاية المطاف إلى نهب العيلاميين لأور في عام 2004 قبل الميلاد، واستولى العيلاميين في ذلك الوقت على تمثالي نانا وإبي سين وأخذوهما إلى أنشان. أرَّخ غنغنوم من لارسا عامه الخامس في الحكم بعد تدمير أنشان في العصر البابلي القديم.
أُطلق على الحكام خلال الحقبة العيلامية الأولى ملوك أوان، لكن لاحقًا تغير الامر ليطلق عليهم ملوك أنزان وشوشان وعيلام. يوجد دليل على احتمالية أن تكون أوان مجرد منطقة سياسية تنتمي إلى مدينة أنشان الكبرى. يرجح احتمال ذلك خاصةً بعد اكتشاف أن أنشان كانت على قدر من التقدم السياسي والثقافي. بدأ الحكام العيلاميين في شوشان في استخدام لقب «حاكم أنشان وشوشان» بدايةً من القرن الخامس عشر قبل الميلاد (تُعكس أسماء الأماكن في النصوص الأكدية فتصبح «حاكم شوشان وأنشان»، ويرجح أن أنشان وشوشان كانتا في الوقع موحدتين معظم «الفترة العيلامية الوسطى». يعد الملك شوتروك ناهونتي الثاني آخر من حمل هذا اللقب (حوالي 717-699 قبل الميلاد).
وقعت أنشان تحت حكم الأخمينيين الفرس في القرن السابع قبل الميلاد بعد أن استولى عليها تيسبيس (675-640 قبل الميلاد)، وهو أحد أسلاف كورش الكبير، وأطلق على نفسه «الملك العظيم، ملك أنشان». عانت أنشان من كونها مجرد مملكة صغيرة لمدة قرن آخر خلال فترة تدهور الإمبراطورية العيلامية، واستمر ذلك حتى شرع الأخمينيون في سلسلة من الفتوحات انطلقت من أنشان، وأصبحت نواة الإمبراطورية الفارسية. يُعد كورش الكبير أشهر الفاتحين من أنشان.
يمكن اثبات ارتباط أنشان بالإمبراطورية الأخمينية من خلال الكتابات المحفورة على أسطوانة كورش التي تتبع نسب كورش الكبير. يُطلق على كورش «ملك مدينة أنشان»، ويطلق على أسلافه «الملك العظيم، ملك أنشان».

## أعلام
- كورش الكبير
- قورش الأول